# Джордж Тупоу I
Джордж Тупоу I (англ. George Tupou I; 4 грудня 1797 — 18 лютого 1893) — перший король і засновник Королівства Тонга (1845—1893).
За правління Джорджа Тупоу I на островах було видано перший звід законів. Йому вдалося впоратися з внутрішніми конфліктами на архіпелазі і в 1845 році об'єднати острови в єдину державу. Джордж Тупоу I зміг зберегти монархію, коли Тонга перейшла під управління Великої Британії. Його прізвиськом було Лопа-укамеа, що означає «залізний трос».
На момент смерті в 1893 році, був найстарішим чинним главою держави на планеті.

## Біографія

### Народження

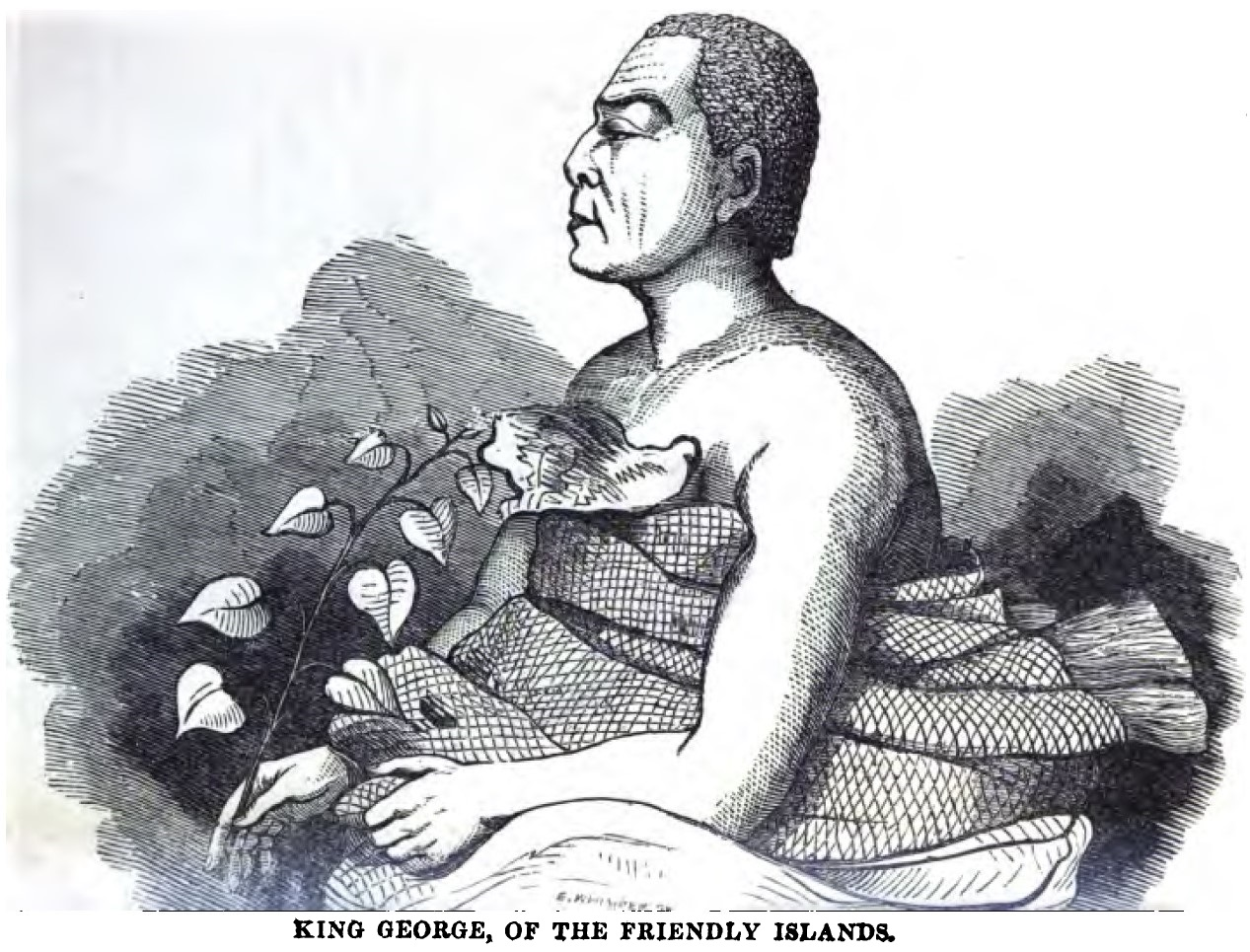
Король Джордж Тупоу (1852)

Джордж Тупоу I народився близько 1797 року на Тонга. Часто як день народження вказується 4 грудня, цей же день є національним святом Тонга, проте в цей день в 1845 році відбулася коронація Джорджа Тупоу I як 19-го туї-канокуполу. Місцем народження часто вказують Острів Тонголелека, на якому розташовувалася до землетрусу 2006 року лікарня, проте доказів цього не надано, і острови Ліфука і Тонгатапу також вказуються як місце народження.
Батьком Тупоу I був Тупоутоа, який претендував на титул 17-го туї-канокуполу, проте не визнаний в цій якості вождями Тонгатапу, так як мав недостатньо високий ранг як прибулець з островів Хаапай. Мати Тупоу I, Хоамофалеоно, на Тонгатапу побоювалася за своє життя, тому разом з сином перебралася на Хаапай, по всій видимості, в перший рік після його народження.
Тупоутоа був головним радником клану Ха-а Хавеа Лахи. У момент народження сина він перебував на Хаапай, збираючись вбити Тупоуніа і Улукалала, щоб помститися за смерть свого батька, Туку-ахо. Той був відомий жорстокістю і бачив загрозу у всіх, включаючи вождів Ха-а Хавеа Лахи. Він спалив колонію Фангале-оунга, очолювану Ма-афутуку-і-аулахі і змусив вождя Ніукапу шукати захисту у Ха-аталафале Ту-іпелехаке. В результаті ці вожді підтримали як туї-канокуполу Тупоу Мохеохо, а не батька Туку-ахо, Мумуї. Дії Туку-ахо проти Ха-а Хавеа, незважаючи на те, що Ніукапу не був членом клану, були сприйняті як втрата влади і неповага до територіальних кордонів. В результаті брати і сестри Туку-ахо, а також його нащадки, стали вороже ставитися до Ха-а Хавеа.

### Коронація

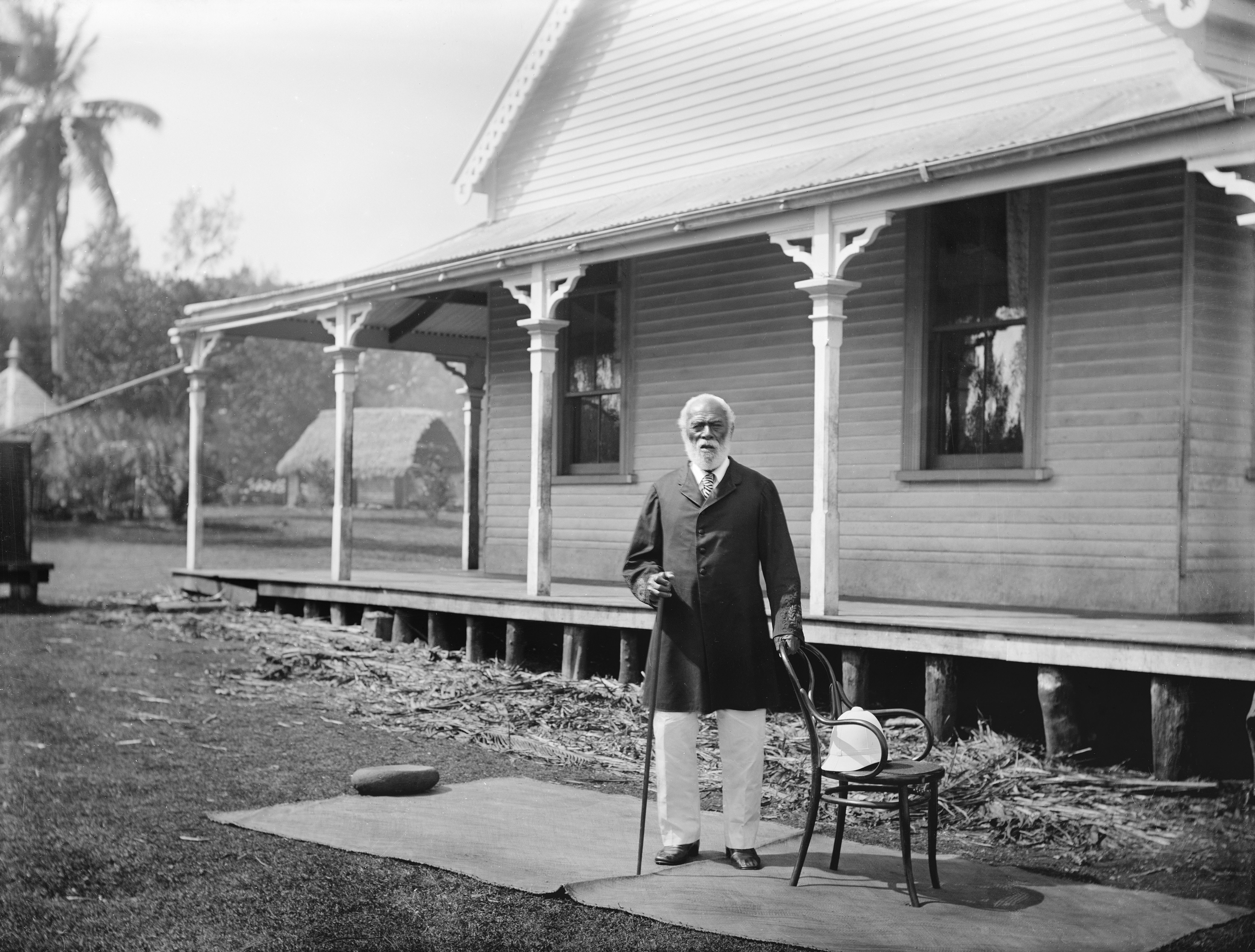
Король Джордж Тупоу I біля палацу в Нукуалофа (1884)

Джордж Тупоу став туї-хаапай (королем Хаапай) перед смертю батька в 1820 році. У спадок йому дістався конфлікт з вождями Тонгатапу, зокрема з Лауфілітонга, останнім туї-тонга (верховним правителем Тонга), який намагався поширити свій вплив як духовного лідера на політику. Кульмінацією цієї боротьби стала битва при Велаті в 1826, в якому Лауфілітонга зазнав поразки. Важливим союзником Тупоу в битві був вождь острова Хаафева.
Стало ясно, що Тупоу не задовольняється владою над Хаапай. Щоб його зупинити, в 1827 році вожді Тонгатапу обрали Лауфілітонгу туї-тонга, а дядька Тупоу, Алеамоту-а, — 18-м туї-канокуполу, запобігши таким чином вторгнення, оскільки битви між членами сім'ї вважалися безчестям. Незважаючи на це, Тупоу в 1831 році прийняв хрещення і проголосив себе королем Тонга Доржем.
Його наступна мета визначилася взаєминами з Фінау Улукалала III, правителем Вавау. Після смерті Фінау, Тупоу став в 1833 році туї-вавау (королем Вавау). Щоб мати підтримку християнських місіонерів, в 1839 році Тупоу освятив Тонга.
У 1830-ті роки Джордж Тупоу перебував у Веітатало на Вавау. На острові панували мир і процвітання. При цьому на Тонгатапу йшла жорстока громадянська війна, місцеві вожді боролися один з одним. Тупоу направляв на острів загони таутахі («морських воїнів»), жорстоких бійців з островів Вавау і Хапай. Але захопити Тонгатапу він міг тільки після смерті Алеамоту-а. Вождів примусили до підпорядкування, і 4 грудня 1845 року в Коловаї він був оголошений туї-канокуполу. Незабаром були підкорені острови Ніуафооу і Ніуатопутапу. Острів Еуа фактично захоплений не був, але постачав Тупоу зброю і спорядження.

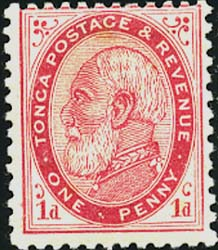
Перша марка Тонга з портретом Джорджа Тупоу I (1886)

У 1852 році здався останній незалежний вождь, Такай Мо Фае. Король Джордж Тупоу став одноосібним правителем всієї Тонга. При ньому в політиці островів відбулися численні зміни. Він скасував феодальну залежність на Вавау в 1835 році і видав Кодекс Вавау в 1838 році (перший письмовий звід законів на Тонга). Але на інших островах залежність офіційно не скасовувалася. 4 червня 1862 року було відкрито парламент — цей день відзначається як національне свято.
Пангаї-Хаапай став першою столицею королівства в 1845 році. Потім в 1851 році столиця була перенесена в Нукуалофа. 4 листопада 1875 року була введена в дію Конституція Тонга і держава офіційно отримала статус монархії. Саме з цього моменту повним ім'ям короля стало Джордж Тупоу I, король Тонга (з цієї причини офіційним початком правління Тупоу можуть вказуватися як 1845, так і 1875 рік).

### Смерть

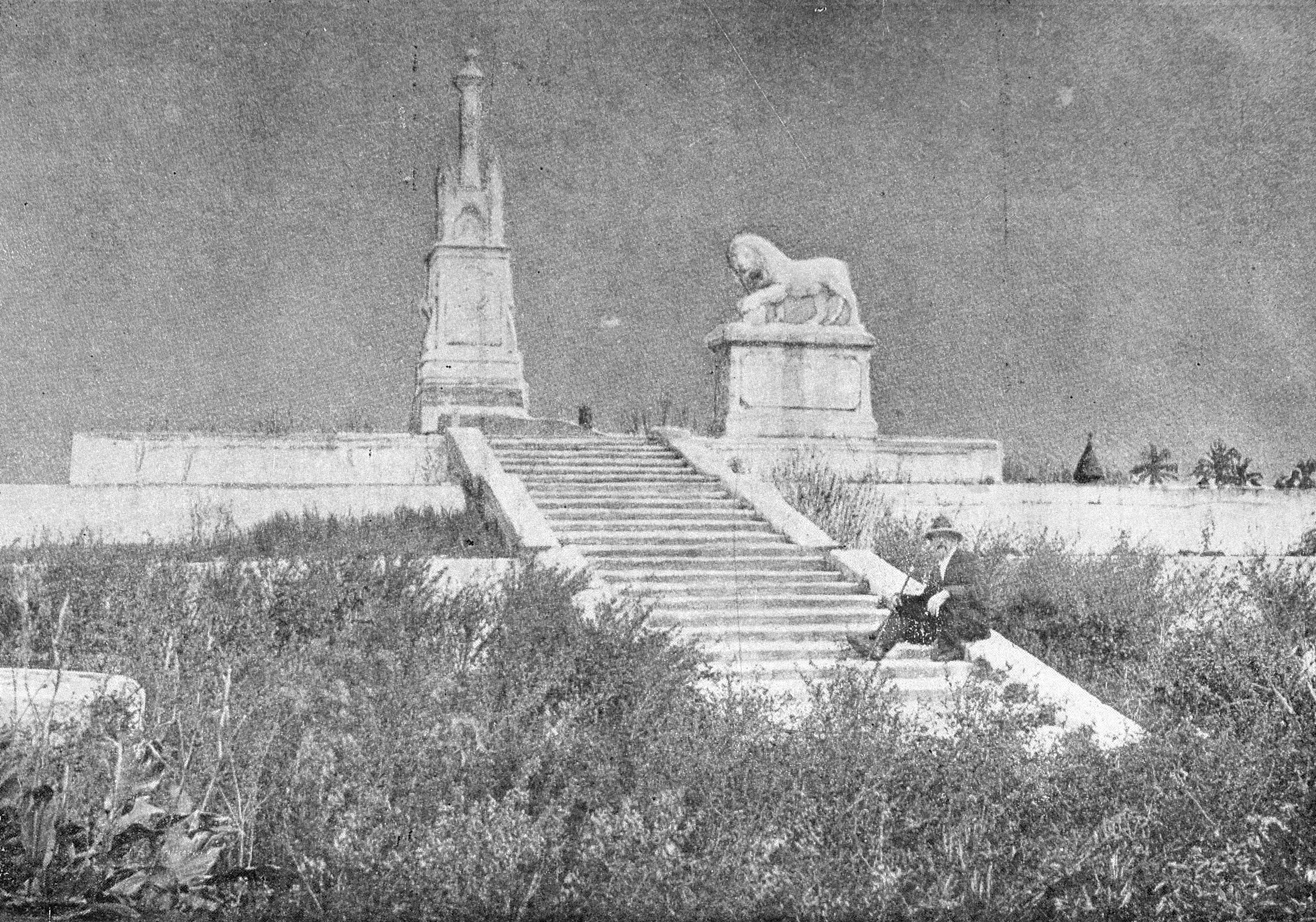
Гробниця короля Джорджа Тупоу I (1900)

Джордж Тупоу I помер в 1893 у віці 95 років після купання в морі поруч з палацом. Він був похований на новому королівському кладовищі (New Royal Cemetery) в Малаекула. Він пережив власних дітей, тому спадкоємцем став двічі правнук Джордж Тупоу II: син Елісіви Фусіпали Тауке-онетуку, дочки принца Тевіта Унга, і сина Сіа-осі Фатафехі Тоутаітокотаха дочки короля Салоте Пілолеву Мафіле-о.

## Спадщина
Завдяки правлінню короля Джорджа Тупоу I історія Тонга помітно відрізняється від історії інших держав Полінезії. Йому вдалося зберегти монархію, коли Тонга перейшла під управління Великої Британії.
Під час поїздки до Австралії в 1853 році він побачив волоцюг і запитав, що з ними сталося. Йому пояснили, що ці люди не мають роботи, оскільки не володіють землею. В результаті в Конституції Тонга з'явилося положення, що допускає володіння землею тільки корінними жителями Тонга. Це положення діє досі.